# NationMaster
- NationMaster

NationMaster es una página web que ofrece una gran base de datos de variables para comparar países. Una amplia gama de indicadores demográficos están disponibles, incluidas las tasas de alfabetización, los niveles de impuestos, y los asesinatos por habitante. Estos también están disponibles en gráficos circulares, scatterplots, y gráficos de correlación.

## Detalles
En NationMaster, uno puede encontrar relaciones entre las variables que figuran dentro de los países, así como una enciclopedia totalmente integrada con más de un millón de artículos (extraídos de Wikipedia).
Sus estadísticas se dividen en:
| - Agricultura - Fondos - Moneda - Democracia - Desastres - Economía - Educación - Energía - Medio ambiente - Comida | - Geografía - Gobierno - Salud - Identificación - Inmigración - Industria - Internet - Trabajo - Idioma - Estilo de vida | - Medios de comunicación - Ejército - Mortalidad - Personas - Religión - Deportes - Impuestos - Terrorismo - Medios de transporte |

Las estadísticas más consultadas son: 
(Las posiciones aquí expuestas corresponden al año 2008, puede haber modificaciones)
| Países más ricos: - 1º Luxemburgo - 2º Noruega - 3º Islandia Países con más índice de asesinatos - 1º Colombia - 2º Sudáfrica - 3º Jamaica Países con mayor cobro de impuestos - 1º Bélgica - 2º Hungría - 3º Alemania Países con mayor índice de población - 1º China - 2º India - 3º Estados Unidos Países con mayor índice de obesidad - 1º Estados Unidos - 2º México - 3º Reino Unido Países más endeudados - 1º Zimbabue - 2º Líbano - 3º Japón | Países más pobres - 1º Liberia - 2º Zimbabue - 3º Haití Países más corruptos - 1º Chad - 2º Bangladés - 3º Burkina Faso Países con mayores divorcios - 1º Estados Unidos - 2º Puerto Rico - 3º Rusia Países más longevos - 1º Andorra - 2º Japón - 3º Singapur Países con mayor índice de criminalidad - 1º Estados Unidos - 2º Reino Unido - 3º Alemania |